# Kto vy, gospodin Ka?
Kto vy, gospodin Ka? (cirílico: Кто вы, господин Ка?, literalmente en español: "¿Quién es usted, Señor Ka?") es una película kazaja encauzada en los géneros de comedia, acción, suspense y policíaca, dirigida por Huat Ahmetov. Fue estrenada por primera vez el 19 de enero de 2010 en Astaná y Almatý (Kazajistán).

## Argumento
La película arranca dentro de una pequeña celda de una presión de Bangkok, Tailandia, donde el Señor Ka (interpretado por Asanali Ashimov), un hombre de avanzada edad, muy sosegado y de pocas palabras, está cerca de su muerte tras años de permanecer encerrado. Después de sufrir varios infartos, el doctor de la cárcel pide al alcaide poder trasladarlo a un hospital con tal de ser operado o de lo contrario, podría morir. Tras el miedo a una inspección de sanidad, que no por el hecho de que muriera, el alcaide accede a llevarle al hospital entre fuertes medidas de seguridad. Después de lograr fugarse del hospital al fingir su muerte con la ayuda de los cirujanos, se va a su casa para despedirse de la única persona que lo ligaba a ese país.
De incógnito, el Señor Ka, emprende un largo viaje desde Tailandia hasta su país, Kazajistán, cruzando media China en tren con el fin de volver a su hogar. Al poco rato, un joven entra en habitáculo donde se había instalado en el tren. El chico, un efusivo estudiante de arquitectura (interpretado por Phillip Voloshin), intenta establecer una relación de amistad que el Señor Ka, no estaba por la labor de alimentar. A pesar de ello, el chico termina por regalarle su termo lleno de té caliente. Durante el largo viaje. Aprovechando una salida del joven para visitar unas chicas kazajas, el Señor Ka aprovecha para servirse más copas de té, con la sorpresa de que a pesar del peso del termo, no quedaba más líquido. Intrigado, se pone a examinar el termo hasta hallar varias bolsas de droga ocultada en la parte inferior del recipiente. Cuando el joven descubrió que el Señor Ka le había tirado la droga que tenía que entregar, intentó vengarse aunque sin éxito, al terminar siendo reducido por el propio Señor Ka, molesto por su falta de educación en el trato con la gente mayor. Ignorando las advertencias del muchacho sobre que sus actos los terminarían por pagar los dos, una vez llegaron a Kazajistán, la pandilla liderada por el cabecilla Amir (interpretado por Murat Bisembin), se los llevan a pequeña y maltrecha base en el medio del desierto. Amir, visiblemente molesto al ver que su correo y el Señor Ka provocaron una notable pérdida de dinero para los líderes de la organización, ordenaron a sus hombres investigar al Señor Ka antes de ejecutarles. 
Una vez descubren el oscuro pasado en Tailandia del Señor Ka, fruto del tráfico de drogas, le presentan a los líderes de la banda en Kazajistán (interpretado por Talgat Temenov) y en Rusia (interpretado por Alexander Feklistov), ofreciéndole salvar sus vidas a cambio de revelar sus proveedores con el fin de seguir aumentando su negocio. El viaje les lleva hasta conocer a unos de los señores de la guerra de Afganistán. Al mismo tiempo, una operación policial con la participación de cuerpos de varios países, irá estrechando el cerco, que tras tantos movimientos, van poniendo más fácil al permanecer más tiempo expuestos.

## Reparto
- Asanali Ashimov, como Señor Ka (también conocido bajo los apodos "El Florista" y "papi").
- Alexander Feklistov, como líder de la mafia en Rusia.
- Talgat Temenov, como líder de la mafia en Kazajistán (también conocido bajo el apodo "Coca Cola").
- Murat Bisembin, cabecilla de la pandilla.
- Phillip Voloshin, como el correo de la mafia.

## Recepción
Fuera de Kazajistán, únicamente se llegó a estrenar oficialmente en Rusia bajo el nombre Волчий след (literalmente en español, "El Rastro del Lobo"), donde ganó el Premio Especial en el XII Festival Internacional DetectiveFEST. En kinopoisk, una de las principales páginas de cine de Rusia, obtuvo una puntuación de 6,7 sobre 10.